# Sarah Rumeau
 (juillet 2025).
Si vous disposez d'ouvrages ou d'articles de référence ou si vous connaissez des sites web de qualité traitant du thème abordé ici, merci de compléter l'article en donnant les références utiles à sa vérifiabilité et en les liant à la section « Notes et références ».
Pas d'image ? Cliquez ici
Sarah Rumeau, née le 15 mai 1995 à Lannemezan, est une pilote automobile française. Elle est principalement engagée en rallye, prenant part à des rallyes du championnat de France et du championnat du Monde.
Depuis le début de sa carrière, elle a remporté 5 titres (3 titres de championne de France des rallyes féminine, le championnat Amateur Trophy et le championnat Ladies/ADAC Opel e-Rally Cup en Allemagne).

## Biographie
Sarah Rumeau dispute son premier rallye en 2021, lors du 68e Rallye Sanremo, à bord d’une Ford Fiesta R2 et participe la même année au championnat de France des rallyes, où elle remporte le titre en catégorie féminine, son premier dans la discipline. Elle le remporte à nouveau en 2022 et en 2024. 
En 2022, lors de sa participation au championnat de France des rallyes, elle remporte également le titre Amateur Trophy. 
En 2023, Rumeau gagne le championnat féminin de l’ADAC Opel e-Rally Cup, championnat 100% électrique. 
Elle participe également au championnat de France des rallyes terre à partir de 2023. Elle se classe sixième du championnat en 2024. 
En 2025, en plus de ses programmes en championnats de France asphalte et terre, Sarah Rumeau s'engage en championnat du monde, en catégorie WRC-2.

## Palmarès
| Année | Titre                                     |
| ----- | ----------------------------------------- |
| 2021  | Championne de France des Rallyes féminine |
| 2022  | Championne de France des Rallyes féminine |
| 2022  | Amateur Trophy                            |
| 2023  | Ladies/ADAC Opel e-Rally Cup en Allemagne |
| 2024  | Championne de France des Rallyes féminine |